# 韦斯特勒
韦斯特勒（德語：Westre）是德国石勒苏益格－荷尔斯泰因州的一个市镇。总面积19.13平方公里，总人口405人，其中男性192人，女性213人（2011年12月31日），人口密度21人/平方公里。